# 남극일기
"남극일기"(Antarctic Journal)는 2005년 대한민국에서 제작된 미스테리 모험 영화로서, 임필성 감독의 첫 번째 장편 영화이다. 송강호, 유지태라는 화려한 캐스팅과 100억이 넘는 제작비, 뉴질랜드 현지 촬영으로 제작 단계부터 많은 관심을 모았으나 100만 관객 동원에 그쳐 흥행에 실패했다.

## 캐스팅
- 송강호 : 최도형 역
- 유지태 : 김민재 역
- 김경익 : 양근찬 역
- 박희순 : 이영민 역
- 윤제문 : 김성훈 역
- 최덕문 : 서재경 역
- 안병근 : 도형 아이 역
- 심명군 : 재경 처 역
- 박선주 : 지은 역
- 박예지 : 재경 아이 1 역
- 임성민 : 재경 아이 2 역
- 더그 케운 : 구조 요원 역
- 오희준 : 영국 탐험대 1 역
- 더그 팰코너 : 영국 탐험대 2 역
- 제프 고스 : 영국 탐험대 3 역
- 로스 앤더슨 : 영국 탐험대 4 역
- 박정수 : 영국 탐험대 유령 역
- 샘 해밍턴 : 영국 탐험대 (목소리) 1 역
- 나단 W. 파렌 : 영국 탐험대 (목소리) 2 역
- 강혜정 : 이유진 역 (특별출연)

## 수상
- 제6회 전주 국제 영화제 폐막작 (2005년)[3]
- 시체스 영화제 오리엔트 익스프레스 - 까사 아시아 부문 작품상 수상[4]

## 같이 보기
- 한국 영화